# ناو سی‌اس‌اس توسکالوسا
سی‌اس‌اس توسکالوسا (کروزر) (به انگلیسی: CSS Tuscaloosa (cruiser)) یک کشتی بود.